# Brie (Somme)
Brie település Franciaországban, Somme megyében. Lakosainak száma 341 fő (2022. január 1.). Brie Athies, Éterpigny, Mesnil-Bruntel, Estrées-Mons, Péronne, Saint-Christ-Briost és Villers-Carbonnel községekkel határos.

## Népesség
A település népességének változása:
| Lakosok száma | 340  | 336  | 335  | 331  | 331  | 329  | 324  | 333  | 341  |
|               | 2013 | 2015 | 2016 | 2017 | 2018 | 2019 | 2020 | 2021 | 2022 |